# Joachín (Veracruz)
Joachín es una localidad y congregación mexicana, en el estado de Veracruz perteneciente al Municipio de Tierra Blanca. Se localiza en la región del Papaloapan, en la zona centro del estado. Está ubicada a 31 km de distancia aproximada de la ciudad de Tierra Blanca  por carretera. Colinda con las comunidades de Paso de la Palma, Loma de los Pichones y El Contento. Cuenta con 2621 habitantes y destaca por su alta actividad comercial y por ser un punto estratégico para el Ferrocarril en la ruta: 'Veracruz-Tierra Blanca'.

## Datos históricos

### Vestigios arqueológicos prehispánicos
En la congregación de Joachín se han hecho hallazgos de piezas arqueológicas muy importantes, mismas que ahora se encuentran en los museos de antropología de Xalapa, El Museo de Historia de Veracruz, el Museo de Antropología e Historia de la Ciudad de México, algunos museos de Estados Unidos y Europa y algunas colecciones privadas. De esos vestigios destacan las famosas piedras del parque de Tierra Blanca, "La Piedra del Sapo" y "La Cabeza" como son conocidas, encontradas en la zona de Nopiloa y que ahora se encuentran exhibidas en la Casa de Cultura de la Ciudad de la Ciudad de Tierra Blanca.

### Ferrocarril
La estación Joachín se edificó sobre la línea al antiguo Sistema del Ferrocarril de Veracruz al Istmo que cubría la ruta Veracruz-Tierra Blanca. Fue construida mediante la concesión 123 fechada en 28 de febrero de 1893 otorgada al citado ferrocarril, previa aprobación por parte de la Secretaría de Comunicaciones y Obras Públicas.

## Demografía
En la localidad hay 2621 habitantes de los cuales 1238 son hombres y 1383 son mujeres. El índice de fecundidad es de 2,44 hijos por mujer. Del total de la población, el 7,78% proviene de fuera del Estado de Veracruz. El 8,55% de la población es analfabeta (el 8,80% de los hombres y el 8,32% de las mujeres). El grado de escolaridad es del 6.65 (6.70 en hombres y 6.61 en mujeres).
El 0,46% de la población es indígena, y el 0,23% de los habitantes habla una lengua indígena. El 0,00% de la población habla una lengua indígena y no habla español.
El 29,49% de la población mayor de 12 años está ocupada laboralmente (el 45,07% de los hombres y el 15,55% de las mujeres).

## Estructura social
En Joachín, 485 habitantes tienen derecho a atención médica a través del seguro social. Y en 2010 un quiropráctico.

## Estructura económica
En Joachín hay un total de 697 hogares.
De estas 700 viviendas, 85 tienen piso de tierra y unas 89 consisten de una sola habitación.
651 de todas las viviendas tienen instalaciones sanitarias, 650 están conectadas al servicio público, 667 tienen acceso a la luz eléctrica.
La estructura económica permite a 44 viviendas tener una computadora, a 450 tener una lavadora y 643 tienen una televisión.

## Educación
Aparte de que hay 224 analfabetos de 15 y más años, 21 de los jóvenes entre 6 y 14 años no asisten a la escuela.
De la población a partir de los 15 años 243 no tienen ninguna escolaridad, 805 tienen una escolaridad incompleta. 316 tienen una escolaridad básica y 324 cuentan con una educación post-bósica.
Un total de 146 de la generación de jóvenes entre 15 y 24 años de edad han asistido a la escuela, la mediana escolaridad entre la población es de 6 años.